# Måsjön
Måsjön este o arie protejată (arie specială de conservare — SAC, sit de importanță comunitară — SCI) din Suedia întinsă pe o suprafață de 2,6 ha, integral pe uscat.

## Localizare
Centrul sitului Måsjön este situat la coordonatele 60°06′48″N 18°18′48″E / 60.1132°N 18.3132°E.

## Înființare
Situl Måsjön a fost declarat sit de importanță comunitară în aprilie 2004 pentru a proteja 1 specie de plante. Situl a fost protejat și ca arie specială de conservare în martie 2011.

## Biodiversitate
Situată în ecoregiunea boreală, aria protejată conține 1 habitat natural: Taiga vestică.
La baza desemnării sitului se află o specie protejată de  plante: papucul doamnei (Cypripedium calceolus).